# Hillevi Taxell
Elna Hillevi Taxell, född 21 november 1912 i Jakobstad, död 28 februari 1985 i Åbo, var en finländsk jurist. Hon ingick 1942 äktenskap med Lars Erik Taxell.
Taxell, som var dotter till häradshövding, hovrättsassessor Carl Albert Brunberg och Ester Wangel, blev student 1931, avlade högre rättsexamen 1937 och blev vicehäradshövding 1940.  Hon var biträde och notarie i Kauhajoki domsaga 1937–1941, extra ordinarie föredragande vid statens olycksfallsbyrå 1941–1944, extra ordinarie sekreterare vid Försäkringsdomstolen 1944, extra ordinarie tjänsteman vid Åbo hovrätt och kanslist 1945–1948, notarie 1948–1951, fiskal av högre löneklassen 1952–1956, sekreterare 1956–1957, hovrättsråd av lägre löneklassen 1958–1962 och av högre löneklassen från 1962.  Hon var medlem av Åbo kyrkofullmäktige från 1946.